# Луи Вюитон (дизайнер)
Луи Вюито̀н (на френски: Louis Vuitton, 4 август 1821 г., Лаван сюр Валуз – 27 февруари 1892 г., Аниер сюр Сен) е френски предприемач и дизайнер, основател на модната къща Louis Vuitton, която сега е собственост на LVMH.

## Първи години
Луи Вюитон е роден на 4 август 1821 г. в Лаван сюр Валуз в департамента Юра в Източна Франция. Предците му са дърводелци, мелничари и земеделци в продължение на много поколения. Родителите на Луи Вюитон, Ксавие Вюитон и Корин Гаяр, също са земеделци. Майката на Вюитон умира, когато той е само на 10 години, а баща му умира скоро след това.

## Кариера
В първия хубав пролетен ден на 1835 г. 13-годишният Вюитон напуска сам дома на баща си и тръгва пеша към Париж. Пътят до Париж, 470 км от родния му град, се оказва за него доста дълъг. Вюитон пътува в продължение на повече от две години, като по време на пътуването приема случайна работа, за да се издържа, и отсяда навсякъде, където може да намери подслон и квартира. Едва през 1837 г., на 16-годишна възраст, Луи Вюитон най-накрая пристига в Париж. Там той постъпва на работа в работилницата на успешен производител на кутии и опаковки на име мосю Марешал. В Европа през XIX в. производството на кутии и опаковки е много уважаван занаят. Производителите на кутии са изработвали всички кутии за стоки по поръчка. Само за няколко години Вюитон си спечелва репутацията на един от най-добрите майстори на този занаят сред богатите парижани.
През 1854 г., когато е на 33 години, Вюитон се жени за 17-годишната Клеменс-Емили Парио. Скоро след женитбата си той напуска магазина на Марешал и отваря собствена работилница в индустриалното предградие на Париж Аниер сюр Сен. Пред магазина му виси табела с надпис: „Безопасно опакова най-крехките предмети. Специализира се в опаковането на модни облекла“. Четири години по-късно, през 1858 г., Вюитон представя на пазара, който дотогава е виждал само сандъци със заоблени капаци, своите революционни сандъци с правоъгълна форма, които могат да се подреждат един върху друг и са водоустойчиви. Това е революция в света на съхранението и транспортирането на багаж, която определя формата на пътническите куфари за следващите 70 години и е първата стъпка по пътя към днешните куфари.
След възстановяването на империята във Франция и провъзгласяването на император Наполеон III за император Вюитон става личен доставчик на августейшата му съпруга, императрица Евгения де Монтихо. Благодарение на покровителството на императрицата Луи Вюитон привлича вниманието на много богати и благородни клиенти, което осигурява успеха на по-нататъшната му кариера.
През 1871 г., в резултат на Френско-пруската война, работилницата на Вюитон в Аниер е разрушена. Инструментите са откраднати, а персоналът – разпръснат. Вюитон решава да започне отначало и бързо построява нов магазин.
През 1885 г. Вюитон отваря първия си магазин извън Франция. Нарастващата популярност на производителя на куфари го отвежда на Оксфорд стрийт в Лондон. През 1886 г. Луи Вюитон, заедно със сина си Жорж Вюитон (1857 – 1936), разработва и патентова новаторска по онова време ключалка, чийто дизайн се използва и до днес.
Вюитон старши продължава да работи до последните си дни. Той умира на 70-годишна възраст на 27 февруари 1892 г. от рак на мозъка (глиобластом). След смъртта на баща си синът му Жорж Вюитон поема управлението на компанията.
Компанията Louis Vuitton, основана от Луи Вюитон, успешно съществува до днес, като значително разширява асортимента на произвежданите стоки.